# Wady budowy drewna
Wady budowy – grupa pierwotnych wad drewna, w których drewno cechuje nieregularna budowa anatomiczna. 
Przyczyną powstania wad budowy są:
- Dziedziczone mechanizmy obrony i reakcji drzew na różne czynniki takie jak:
  - wzrost na nieodpowiednim siedlisku,
  - wzrost w niepielęgnowanym, lub źle pielęgnowanym drzewostanie,
    - np.: nierównomierna szerokość słojów rocznych

  - uszkodzenie mechaniczne w tym:
    - utrzymanie ciężaru gałęzi i pnia,
      - np.: twardzica, drewno ciągliwe,

    - przeciwdziałanie sile wiatru,
      - np.: skręt włókien, mimośrodowość rdzenia,

    - przeciwdziałanie zranieniom,
      - np.: zabitka,
- Naturalne cechy drzew:
  - dążność do światła- konkurencja w drzewostanie,
  - wykształcanie pędów bocznych - gałęzi,
    - np. wielordzenność, zakorek.

Do wad budowy zalicza się:
- zabitka,
- zakorek,
- przeżywiczenie,
- pęcherz żywiczny,
- drewno ciągliwe,
- twardzica,
- nierównomierna szerokość słojów rocznych,
- wielordzenność,
- mimośrodowość rdzenia,
- skręt włókien.